# Herbert Kulik
Herbert Kulik ist ein ehemaliger deutscher Basketballspieler und -funktionär.

## Leben
Kulik war in Ost-Berlin als Basketballspieler, -trainer sowie -funktionär tätig, unter anderem bei der HSG Wissenschaft Karlshorst, die ab 1952 über seine Basketballabteilung verfügte. Er spielte bei der HSG Wissenschaft HU Berlin, gewann mit dieser mehrmals die Meisterschaft in der Deutschen Demokratischen Republik und trat mit der Mannschaft Ende der 1950er Jahre sowie in den 1960ern auch im Europapokal der Landesmeister an.
Kulik war Spielführer der DDR-Nationalmannschaft und ist mit 154 Einsätzen Rekordnationalspieler des Landes. Sein 150. Länderspiel bestritt er im Oktober 1966. Kulik nahm an den Europameisterschaften 1959, 1961, 1963, 1965 und 1967 teil.
Er arbeitete 1990 als Mitglied des Vorstands des DDR-Basketballverbandes am Übergang des DBV in den Deutschen Basketball Bund mit.